# Fàbrica Ca l'Artigues
La Fàbrica Ca l'Artigues és una obra d'Olot (Garrotxa) inclosa a l'Inventari del Patrimoni Arquitectònic de Catalunya.

## Descripció
És un edifici industrial, de planta rectangular, amb un marcat to eclèctic, juxtaposant estils: medieval, àrab, barroc, etc. És destacable una façana en la qual trobem una porta d'entrada rodejada de columnes amb decoració trenada. Sobre aquesta s'hi troba una gran finestra circular amb la mateixa decoració. Destaca una torre d'estil medieval situada a un extrem de l'edifici. A algunes parts, els detalls reben un tractament acurat, dins un marcat to eclèctic, juxtaposant estils: medieval, àrab, barroc, etc.